# NGC 1348
NGC 1348 (również OCL 391) – gromada otwarta znajdująca się w gwiazdozbiorze Perseusza. Odkrył ją William Herschel 28 grudnia 1790 roku. Jest położona w odległości ok. 5,9 tys. lat świetlnych od Słońca.